# Search.ch
search.ch ist eine schweizerische Suchmaschine im Besitz von Swisscom für Informationen über die Schweiz. Die Seite steht ebenfalls als mobile App für Android und IOS zur Verfügung. Sie existiert seit 1996.

## Angebot
Zu dem Angebot zählen:
- ein Telefonbuch mit Einträgen für  Privatpersonen, Firmen- und Behörden in der Schweiz
- eine Wetter-Übersicht mit aktuellen Wettervorhersagen für einzelne Regionen der Schweiz und einen Schneebericht für Wintersport oder entsprechende Vorsichtsmaßnahmen.
- eine digitale Landkarte der Schweiz mit Routenplanfunktion
- eine Übersicht der Fahrpläne des Öffentlichen Personennahverkehrs in der Schweiz
- sowie eine Übersicht über das Fernseh- und Kinoprogramm.[2]

Daneben bietet die Webseite auch eine reguläre Websuchmaschine an, die es einem ermöglicht nach Regionen in der Schweiz zu filtern, in ihrem Funktionsumfang aber sehr minimal gehalten ist. Früher enthielt die Seite außerdem noch ein Anzeigenportal, beispielsweise für Stellenanzeigen, Autos und Immobilien, einen kostenlosen SMS-Service und weitere Funktionen.

## Statistik und Daten
Die Seite wird von localsearch mit dem Sitz in Zürich betrieben, die zur Swisscom Directories AG gehört.
Gemeinsam mit der Seite local.ch, die ab dem Jahr 2015 stärker mit search.ch fusionierte, erreicht localsearch über 7,3 Millionen Unique Visits von unterschiedlichen Geräten im Monat und mehr als 42 Millionen einzelnen Besuche im Monat. Dabei steigt die Nutzung der mobilen Varianten stark an. Die Apps von local.ch und search.ch zählen zu den beliebtesten Apps der Schweiz.

## Geschichte
Das Portal war ursprünglich eine reine Suchmaschine für die Schweiz, die von Rudolf Räber und Bernhard Seefeld  entwickelt wurde. Später entwickelte sie sich immer mehr zu einem Informations- und Adressenportal, das in Konkurrenz mit der Seite local.ch stand, welche mit der Zeit immer erfolgreicher wurde. Daher bestand ein großes Interesse an einer Fusion der beiden Seiten. Laut einem Artikel der Handelszeitung plante Tamedia im April 2014 die Übernahme von Teilen der PubliGroupeSA für 350 Millionen Franken. Im Mai 2014 wurde bekannt, dass PubliGroupe SA / Swisscom (seit 5. September 2014 ist PubliGroupe in Besitz von Swisscom) und die Tamedia AG die Unternehmen local.ch und search.ch in eine gemeinsame Tochtergesellschaft einbringen wollen. Nach Prüfung durch die Wettbewerbskommission wurde der Deal im Jahr 2015 genehmigt und ein Zusammenschluss für die Mitte des Jahres geplant. Gemeinsam wollen sie zusammenarbeiten, um den internationalen Wettbewerbsdruck der großen Suchmaschinen und sozialen Netzwerke standzuhalten. Die Swisscom besitze 69 % und Tamedia 31 % der Anteile. Im Dezember 2018 hat Swisscom die vollständige Übernahme der Swisscom Directories AG angekündigt. Seit 2018 sind die Einträge in die Telefonverzeichnisse kostenlos.